# 尚文 (元朝)
尚文（1236年—1327年），字周卿，元朝祁州深泽人。
至元六年（1269年），经过太保刘秉忠推荐，参与制定朝仪。至元七年（1270年），朝仪成，任右直侍仪使，司农都事。至元十九年（1282年），进户部郎中。至元二十二年（1285年），任御史台都事，行台御史，吏部侍郎，江南湖北道肃政廉访使。至元三十一年（1294年），为刑部尚书。元贞元年（1295年），任中台侍御史。元贞二年（1296年），为河北河南肃政廉访使。大德元年（1297年），黄河决口，建议防河之策。大德三年（1299年），任山东行台御史，历任行省参知政事，行御史台中丞。大德七年（1303年），为中书省左丞。浙西饥荒，他募民赈济。山东饥荒民变，他依法治理。奏罢云南佛教白云宗。和百姓平均赋役。延祐六年（1319年），为太子詹事。泰定三年（1326年），为中书平章政事致仕。次年，卒，年九十二岁。

## 传記資料
- 《元史》列传第五十七
- 《新元史》列传第八十四